# Artyleria nadbrzeżna

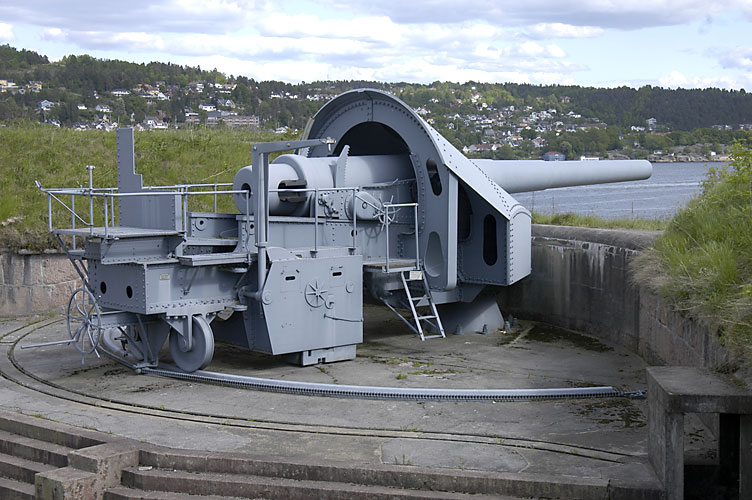
Działo okrętowe 28 cm MRK L/35 baterii nadbrzeżnej w Twierdzy Oscarsborg

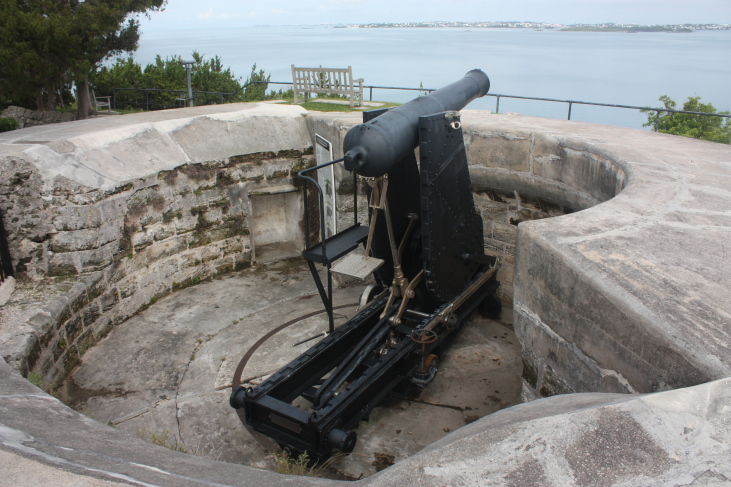
Armata nadbrzeżna RML 64-pounder 58 cwt z końca XIX wieku w forcie Scaur Hill na Bermudach

Artyleria nadbrzeżna – rodzaj artylerii wyposażonej w działa lub wyrzutnie przeciwokrętowych pocisków odrzutowych przeznaczonej do zwalczania celów nawodnych z terenów nadbrzeżnych. Artyleria tego typu wykorzystywana jest do obrony baz morskich, portów handlowych, ważnych ośrodków administracyjnych i gospodarczych, przejść morskich (np. cieśnin) oraz ważnych odcinków wybrzeża morskiego.

## Podział
Pod względem mobilności wyróżnia się:
- Artylerię nadbrzeżną ruchomą – posiadającą na wyposażeniu działa, wyrzutnie rakietowe mobilne (kolejowe, holowane, samobieżne). Charakterystyczne cechy tego rodzaju artylerii to: wysoka gotowość bojowa, duża żywotność – łatwość rozśrodkowania, łatwe maskowanie przy wykorzystaniu topografii terenu, duża efektywność ognia dzięki możliwości jej szybkiego przerzutu i ześrodkowania. Używana i rozwijana jest do dzisiaj w postaci artylerii lufowej (np. PzH 2000) i rakietowej.
- Artylerię nadbrzeżną stałą (wieżową, półwieżową, tarczową i odkrytą) – ze względu na montaż dział w betonowych lub skalnych schronach dotychczas była uważana za bardzo odporną na oddziaływanie nieprzyjaciela, zwykle również była bardzo umiejętnie maskowana. Artyleria tego rodzaju służyła również do ochrony zagród minowych, przybrzeżnych linii komunikacyjnych i obrony przeciwdesantowej. Od lat 60. XX wieku wypierana jest przez baterie pocisków odrzutowych. Stałe baterie artylerii nadbrzeżnej pozostały jedynie w krajach o bardzo specyficznym długim wybrzeżu (bardzo rozwinięta skalista linia brzegowa, obecność szkierów np.: Finlandii i Szwecji). Wszystkie inne zostały zniszczone częściowo lub całkowicie.

Artylerię nadbrzeżną lufową można podzielić również na:
- artylerię dużego kalibru – kiedyś służącą do walki z dużymi opancerzonymi okrętami, współcześnie wyparta przez kierowane pociski rakietowe,
- artylerię średniego kalibru – do zwalczania lekkich sił marynarki wojennej nieprzyjaciela,
- artylerię małego kalibru – zwalczającą małe okręty np.: okręty desantowe, kutry rakietowe i torpedowe.